# اووه بیر
اووه بیر (آلمانی: Uwe Beyer; ۱۴ آوریل ۱۹۴۵ – ۱۵ آوریل ۱۹۹۳) پرتاب‌گر چکش اهل آلمان بود.